# آرموتالان
آرموتالان (به ترکی استانبولی: Armutalan) شهری است در کشور ترکیه که در استان موغله واقع شده‌است. جمعیت این شهر بر اساس سرشماری سال ۲۰۰۸ میلادی ۱۴٬۸۸۱ نفر و بر اساس برآوردهای سال ۲۰۰۹ میلادی ۱۴٬۲۱۳ نفر می‌باشد.